# Маррел, Джон
Джон Норман Маррел (2 марта 1932, Брикстон, Лондон, Англия, Великобритания — 25 января 2016, Северный Чейли, Восточный Сассекс, Англия, Великобритания) — английский химик-теоретик, внёсший важный вклад в понимание спектров органических молекул, теории межмолекулярных взаимодействий и в построение поверхностей потенциальной энергии. Маррел сделал Университет Сассекса главным научно-исследовательским центром по теоретической химии. Является автором многих книг по теоретической химии для студентов и аспирантов.

## Биография

### Молодость и образование
Джон Маррел родился 2 марта 1932 года, он был единственным ребёнком в семье. Когда Джону было 4 года, его семья переехала в Уондсуэрт. Отец Маррела был первым в семье, кто получил систематическое образование в учебном заведении. В 1939 году, когда началась Вторая Мировая война, семья переехала жить в Райгит (Суррей), и в 1943 года Маррел начал обучение в дневной общеобразовательной школе. Джон хотел поступить в Кембрижский университет и поэтому после получения аттестата в 1947 году, в котором были хорошие оценки по математике и химии, он продолжил своё обучение в школе. Позже он подал заявление в Пемброк-колледж, однако ему сообщили, что будут рассматривать его в качестве кандидата на зачисление только тогда, когда он пройдёт 18-ти месячную службу в Вооружённых силах. Джону удалось отложить службу в армии из-за поступившего предложения изучать химию в Королевском Колледже Лондона.

### Королевский Колледж Лондона
Во время обучения в Королевском Колледже Лондона Джон увлекался физическими явлениями в химии. В 1953 году Джон с отличием закончил Колледж и начал работу в группе химика-теоретика Лонге-Хиггинса на физическом факультете Королевского Колледжа, у которого затем и получил PhD степень. Вскоре после начала Маррелом работы над своей диссертацией Лонге-Хиггинса назначили руководителем кафедры теоретической химии в Университете Кембриджа вместо Леннарда-Джонса. В связи с этим Джону с женой пришлось переехать в Кембридж. Там Маррел стал аспирантом Колледжа Корпус-Кристи, которым также руководил Лонге-Хиггинс, а его жена заняла должность дежурного врача в Уисбече, Кембриджшир.
В 1956 году Маррел защитил диссертацию (PhD) и по рекомендации выиграл стипендию Фонда содружества на работу в группе Роберта Малликена в Университете Чикаго. После работы в Чикаго, Маррел вернулся в Кембридж в качестве исследователя в области теоретической химии и получил стипендию на исследования от Колледжа Корпус-Кристи. Его жена Ширли работала в отделении лучевой терапии в Адденбрукской больнице.
Джон Маррел продолжал зарабатывать себе репутацию талантливого химика-теоретика. На него обратил внимание Джордж Портер и пригласил его работать в Университет Шеффилда. В 1960 году Маррел переехал в Шеффилд, чтобы занять свою первую постоянную должность в качестве преподавателя университета.
В 1960-х годах в Великобритании было образовано несколько университетов, в том числе Университет Сассекса в Фалмере недалеко от Брайтона. Новый университет стремился стать одним из центров по теоретической химии. Джону Маррелу предложили подать заявку на работу в этот университет. В 1965 году Джон с семьёй переехал в Ньютимбер, Сассекс. Во время работы Джона в Университете Сассекса там была организована Школа Молекулярных наук (MOLS). Новаторский подход к обучению в Сассексе позволил сделать Джону и его коллегам курс для студентов по теоретической химии. Он охватывал необходимый материал по химии, однако студентам разрешалось посещать занятия по математике вместо лабораторных занятий. Таких студентов было немного, но некоторым из них (Пол Мадден и Дэвид Клэри) удалось сделать карьеру в области теоретической химии. В этой школе изучали не только химию, но и биохимию, химическую физику, материаловедение и экологию. Джон любил также читать лекции по введению в квантовую механику и по строению молекул и атомов.
Во время работы Маррела в Сассексе организация, которая управляла наукой, претерпела несколько преобразований. Под руководством Джона Маррела и Колина Иборна, тогдашнего руководителя кафедры химии, Школа Молекулярных наук (MOLS) подавала большие надежды. Помимо Корнфорта и Крото, Арчер Мартин, также лауреат Нобелевской премии, пришёл туда работать. Маррел два раза был деканом MOLS. После второго периода в должности декана Джон взял на себя роль директора вычислительного центра, поскольку его группе требовалось хорошее вычислительное оборудование.
В то же время Маррел занимался организацией вычислений в Национальном научном (и инженерном) исследовательском совете (SERC). Он смог облегчить внедрение пакетов программного обеспечения для общего пользования, включая коды для расчётов молекулярной структуры и атомного и молекулярного рассеяния, через совместные вычислительные проекты. Тогда же ему предложили стать про-вице-канцлером (PVC) по науке и он занимал эту должность четыре года.
Школа молекулярных наук распалась в 1995 году. Частично этому способствовало сокращение числа студентов, а также были предприняты шаги по оптимизации обучения и исследований. Материаловедение оказалось рядом с инженерными науками; математика и физика были разделены на отдельные предметы, математика стала преподаваться в отдельной математической школе, а физика снова стала ассоциироваться с химией. Перед уходом на пенсию Маррел стал деканом в третий раз, но уже в новом подразделении, сочетающем химию, физику и экологию. Однако все идеи Джона по возможности внедрения новых инновационных программ обучения оказались несостоявшимися из-за нежеланием студентов изучать темы, выходящие за рамки их основной специализации. Вскоре после ухода Маррела на пенсию, физика снова присоединилась к математике, а химия и наука об окружающей среде присоединились к биологии, образовав Школу Естественных наук. Дальнейшее сокращение числа студентов и изменения в исследовательском совете и финансировании оказали давление на небольшие факультеты. Некоторые университеты, например, Эксетер и Королевский колледж Лондона, уже закрыли свои химические факультеты, а тогдашний председатель венчурного фонда Сассекса Аласдер Смит в 2006 году предложил закрыть факультет в Сассексе. Неопределённость в будущем отдела уже привела к потере нескольких сотрудников. Но, несмотря на то, что оставшиеся сотрудники подвергались значительному давлению со стороны руководства, в конечном итоге им удалось сохранить химический факультет.
Джон Маррел очень привязался к духу MOLS, и в 2011 году к пятидесятилетию Университета Сассекса он выпустил книгу, в которой размышлял о сделанном научном вкладе и многочисленных общественных мероприятиях, на которых присутствовали члены Школы.
Маррел ушёл на пенсию в 1997 году, однако он продолжал публиковать работы о сверхпроводниках и проблемах теории рассеяния с Данном и Босанаком.

## Исследования и результаты

### Королевский Колледж Лондона
Знакомство руководителя Маррела с Майклом Дьюаром (Michael Dewar) сформировало основные аспекты работы Джона на 10 лет вперёд: он занимался электронными спектрами углеводородов. Первая публикация Джона Маррела была посвящена полуэмпирическому расчёту молекулярных орбиталей циклогептатриенильного катиона (катиона тропилия) С7H7+ с использованием электронных спектров этой молекулы. Затем последовали ещё 4 статьи по расчёту электронных спектров ароматических молекул. Несмотря на то, квантовая химия в то время была на заре своего развития, не было мощных компьютеров для проведения сложных расчётов и приходилось делать большие упрощения в уравнениях, статья Маррела с Лонге-Хиггинсом, в которой было описано взаимодействие орбиталей бензольных колец в бифениле, набрала больше 300 цитирований. Лонге-Хиггинс в то время руководил небольшой научной группой, однако уже тогда у него работали такие талантливые учёные, как Питер Хиггс, получивший Нобелевскую премию по физике за разработку теории элементарных частиц, и Майкл Фишер, внёсший существенный вклад в статистическую механику.

### Колледж Корпус-Кристи
Теоретическая химия в Кембридже в 1955 года развивалась благодаря работам Джона Попла (John Pople), который в 1998 году получил Нобелевскую премию за исследования в области вычислительной химии, Франка Бойза (Frank Boys) – основоположника теории электронной структуры, Джорджа Холла (George Hall), который первый сформулировал понятие самосогласованного поля в рамках теории молекулярных орбиталей, и Лесли Орджела (Leslie Orgel), внёсшего важный теоретический вклад в неорганическую химии и биофизику. Также были и выдающиеся студенты, Дэвид Букингем и Лионел Салем. Кроме этого, в университете работал Боб Пар, являющийся основоположником методологии полуэмпирического метода молекулярных орбиталей, а затем и теории функционала плотности. Джон Маррел в то время опубликовал самостоятельно несколько статей, а также вместе с Джоном Поплом опубликовал работу по изучению интенсивностей запрещённых по симметрии электронных полос бензола, а с Лесли Оргджелом статью посвящённую знаку электронной спиновой плотности метильных протонов в ароматических молекулах.

### Университет Чикаго
Работая в Чикаго, Маррел написал несколько ключевых статей по переносу молекулярного заряда в некоторых донорно-акцепторных парах, например, таких как бензол-йод. По приезде из Чикаго Маррел начал заниматься приложениями теории молекулярных орбиталей к ряду актуальных проблем и завёл новые научные связи. После встречи с немецким химиком-органиком Эдгаром Хайльброннером Маррел несколько лет занимался интерпретацией спектров ароматических углеводородов. Исследования в этом направлении позволили Маррелу опубликовать ряд совместных работ с ведущими исследователями в этой области, Аланом Катрицки и Норманом Шеппардом.

### Университет Шеффилда
Устроившись на работу в Университет Шеффилда в 1960 году, Маррел начал создавать свою собственную научную группу, и к началу его второго года работы в Шеффилде у него было уже пять аспирантов и два кандидата наук (англ. postdoctoranl associates). Его научной группой было опубликовано ещё несколько статей по ЯМР, ЭПР и переносу заряда.
Новым направлением, которое позже стало главной темой исследовательской работы Маррела, стало исследование межмолекулярных сил. Совместно с Рандиком и Вильямсом они сформулировали ряд двойных возмущений для межмолекулярного потенциала, включающее орбитальное взаимодействие и условие перекрывания. Статья по этой теме стала самой цитируемой статьёй Маррела. Также Маррел опубликовал с Годфри серию из трёх статей в «Proceedings of the Royal Society» по влиянию индуктивного и мезомерного эффектов на сдвиги спектральных линий ароматических углеводородов. Кроме того, вместе с Гербертом Фишером он показал, что метод валентных связей может быть эффективно использован для объяснения стабильности циклопентадиенильного аниона (С5Н5-) и неустойчивости циклопентадиенильного катиона (С5Н5+).
Примерно в это же время Маррел написал книгу «Теория электронных спектров органических молекул» (1963) (англ. «The Theory of Electronic Spectra of Organic Molecules»). Также он написал несколько книг по другим разделам теоретической химии. Теория молекулярных орбиталей начала влиять на новые области химии, но хороших учебников к тому времени для студентов Великобритании и аспирантов в США ещё не было написано. Тогда Маррел с двумя коллегами из Университета Шеффилда, неоргаником Сидом Кеттлом и органиком Джоном Теддером, опубликовали в 1965 года книгу «Теория валентности» (англ. «Valence Theory»). Благодаря этой книге имя Джона Маррела стало известно широкой международной аудитории химиков.

### Университет Сассекса
Вместе с Джоном из Шеффилда переехал и его сотрудник Джефф Шоу, с которым они продолжили работу по теории межмолекулярных сил, сделав область малых орбитальных перекрываний математически более строгой. Также с Кейтом Миллером он опубликовал статью о факторах Франка-Кондона в ароматических молекулах и с Бобом Дитчфилдом работу, посвящённую константам спин-спинового взаимодействия в ЯМР.
Процветающая группа Джона Маррела по теоретической химии в Сассексе принимала студентов, кандидатов наук и приглашённых учёных со всего мира. Джон продолжал плодотворно писать книги. В соавторстве с Аланом Харгетом в 1972 году вышел учебник «Semi-Empirical Self-Consistent-Field Molecular Orbital Theory of Molecules». Книга «Теория валентности» («Valence Theory»), опубликованная в 1965 году, также продолжала пользоваться большим успехом, однако, как считали многие студенты, в ней было много математики. В связи с этим Маррел, Кеттл и Теддер написали книгу «Химическая связь» («The Chemical Bond»), в которой было значительно меньше математических выкладок, а уравнение самосогласованного поля приводилось лишь только в приложении издания.
В конце 1960-х годов появились мощные компьютеры, стала возможна реализация более точных квантово-механических расчётов. В результате этого полуэмпирические методы расчёта молекулярных орбиталей уступили место расчётам в рамках теории самосогласованного поля (необходимые интегралы были уже не приблизительные, а программы для расчёта стали общедоступными). Одной из молекулярных систем, изучаемой Джоном и его сотрудниками с использованием последнего подхода был метоний-катион (CH5+). Их вывод о том, что этот катион может образовываться из метильного радикала и молекулы водорода (CH3+ и H2) без значительного активационного барьера подтверждался не раз в последующих ещё более точных расчётах.
Маррел понял, что надёжные функции, описывающие кривую потенциальной энергии, могут быть полезны и в моделировании химических реакций, и в спектроскопии молекул. Вместе с аспирантом Кеном Сорби они описали новую аналитическую функцию для кривой потенциальной энергии двухатомной молекулы, которая расширила стандартный потенциал Морзе и дала представление о взаимодействии двух атомов как функции их разделения. Позже, с аспирантом Филипом Каксли, эта модель была использована для создания широко используемой библиотеки кривых потенциальной энергии двухатомных стабильных молекул и для слабосвязанных ван-дер-ваальсовых систем.
Немаловажных оказался вклад в теоретическую химию Маррела и Сорби касающийся вопроса построения надёжных поверхностей потенциальной энергии для многоатомных молекулярных систем. Поскольку размерность этих систем быстро растёт с увеличением числа атомов, то задача построения и визуализации надёжных гиперповерхностей потенциальной энергии становится более сложной. Подход Маррела-Сорби заключался в выражении таких потенциалов в виде многочастичного разложения, в котором гиперповерхность потенциальной энергии представлена в виде фрагментов молекулярной системы. Нехватка учёных в 1970-е годы привела к тому, что Кен Сорби занялся моделированием месторождений для улучшенной добычи нефти в регионах Северного моря.
Позднее Маррел объединился со своим бывшим аспирантом из Шеффилда, Стюартом Картером, и Яном Миллсом из Университета Рединга, чтобы уточнить полученные потенциалы, используя наблюдаемые спектроскопические данные с помощью квантово-механического моделирования движения ядер. Этот подход был широко принят сообществом химической физики как метод выбора для создания точных поверхностей потенциальной энергии. Вместе с Картером он также распространил подход Маррелла-Сорби на системы, состоящие из нескольких взаимодействующих поверхностей потенциальной энергии, используя матричное представление. Многостороннее исследование потенциалов для трёхатомных и некоторых четырёхатомных молекул с использованием подхода Маррелла-Сорби привело к появлению около 50 статей. Работа с поверхностями потенциальной энергии была резюмирована в книге «Функции потенциальной энергии молекул» (англ. «Molecular Potencial Energy Functions»), которую Джон написал в соавторстве с несколькими его бывшими и нынешними аспирантами: Картером, Антонио Варандасом, Ставросом Фарантосом и Хаскли. Варандас был третьим поколением студентов древнего университета Коимбры в Португалии, которые приехали в Великобританию получить PhD степень у Маррела вслед за Хорхе Вейгой (Шеффилд) и Хосе Тексейра-Диасом (Сассекс). После возвращения Варандаса в Португалию Коимбрский университет учредил свою собственную программу подготовки аспирантов и, в свою очередь, наградил Маррела почётной степенью в 1993 году.
Один из проектов, в котором участвовали Джон Маррел, Варандас и Теннисон, предполагал использование расчёта электронной структуры для поиска точки пересечения между поверхностями потенциальной энергии в модельной трёхатомной молекулу LiNaK. Возможность пересечения поверхностей для многоатомных молекул была неопределённой, т.к. для двухатомных молекул существует доказанное правило непересечения. Однако Лонге-Хиггинс, перешедший со своей должности профессора-исследователя Королевского общества на факультет экспериментальной психологии в Сассексе, предположил, что в многоатомных молекулах такие пересечения могут быть и они могут влиять также на знак волновой функции. Расчёты электронной структуры проводились вокруг возможной точки пересечения, и изменение знака волновой функции после завершения полного цикла, использовалось для идентификации точки пересечения. Работа была опубликована на английском языке с несколько необычным французским названием «Chercher le croisement».
На протяжении всей карьеры Джон использовал для своих исследований компьютеры, но программы, как правило, писались сотрудниками его научной группы, а не им самим. Тем не менее, он осознал силу компьютерных расчётов в продвижении научных исследований. Он являлся директором компьютерного центра в Сассексе и возглавлял научно-вычислительные комитеты Национального научного (и инженерного) исследовательского совета (SERC). В SERC он успешно продвигал национальные инвестиции в аппаратное и программное обеспечение для решения проблем электронной структуры и молекулярной динамики. Вик Сондерс, работавший в Сассексе под руководством Рут Линден-Белла, решил работать над программами для выполнения электронных расчётов с использование теории самосогласованного поля, используя набор базисных функций Гаусса. Сондерс и Мартин Гест (бывший аспирант Джона Маррела) разработали код для электронной структуры, известный как ATMOL. Сегодня часть этого кода находится в пакете квантовой химии GAMESS и продолжает широко использоваться.
За работы над функциями потенциальной энергии, межмолекулярными силами и электронной спектроскопией молекул Джона избрали членом Королевского общества.
Расширением границ применимости поверхности потенциальной энергии Маррелла-Сорби, основанной на использовании двух- и трёхчастичных молекулярных систем, было создание поверхности, пригодной для воспроизведения свойств объёмных элементарных твёрдых тел. Это был последний крупный исследовательский проект, к которому приступил Маррел. Благодаря ограничениям по симметрии и подходящему выбору трехчастичного члена стало возможным воспроизвести самые стабильные структурные состояния многих кубических твёрдых тел. Этот подход к моделированию атомных взаимодействий в твёрдых телах впоследствии стал известен как потенциал Маррела-Моттрама. Сложность заключалась в том, чтобы получить подходящие коэффициенты для полинома из трёх частей. С прибытием в Сассекс Роя Джонстона удалось показать, что эти члены могут быть получены из знания кривых дисперсии фононов, которые могут быть определены из экспериментов по дифракции нейтронов. Сравнение полученных данных с другими экспериментальными данными, такими как коэффициенты упругости и энергии решётки, означали, что поведение поверхностных слоёв многих твёрдых тел могут быть успешно смоделированы и таким способом.
Хотя разработка поверхностей потенциальной энергии для твёрдых тел и кластеров преобладала в большей части работы Джона к концу его карьеры, он продолжал активно развивать свои идеи в новых областях. Сотрудничество с Лоуренсом Данном привело к развитию теории, основанной на орбитальной симметрии, объясняющей спаривание электронов в высокотемпературных медных сверхпроводниках, и простая модель переноса заряда, основанная на электростатических взаимодействиях, оказалась успешной в интерпретации модели стабильности, сформулированной ещё Тони Стейсом при исследовании многозарядных комплексов.
На пенсии Джон Маррел начинает исследовать некоторые исторические аспекты химии и физики. Наиболее примечательными в этом отношении были две статьи; о постоянной Авогадро, где была изучена история концепции, согласно которой фиксированное количество атомов или молекул может присутствовать в моле вещества. Обсуждение варьировалось от ранних идей, предложенных Гей-Люссаком после экспериментов с газами, до современных рентгеновских измерений на кремнии, где постоянная Авогадро может быть определена с высокой точностью. В своей последней опубликованной статье Джон разработал временную шкалу, на которой обозначен важный вклад таких учёных, как Малликен, Кондон и Леннард-Джонс, в развитие теории молекулярных орбиталей. В наши дни быстрых компьютеров трудно понять, насколько трудными были эти ранние расчёты даже, например, для молекулы водорода H2.

## Международное сотрудничество и конфереции

### Университет Талахаси (Флорида, США)
Творческий отпуск Джона Маррела в 1963 году в Университет Талахаси (Флорида, США) позволил Маррелу наладить сотрудничество с Майклом Кашей.

### Франция
Продолжение творческого отпуска в Париже позволило Маррелу начать сотрудничество с Эдгаром Хейльброннером и опубликовать их совместную работу посвящённую тому, как атом углерода в сопряжённых молекулах влияет на чередование длин связей. За этот период Джон Маррел был награждён Медалью Мелдолы от Химического общества, которую присуждали начинающим химикам в Соединённом Королевстве, а также получил исследовательскую стипендию Джона Джеффа от Королевского Общества.

### Сотрудничество с канадскими учёными
Во время работы Джона Маррела в Университете Сассекса с научной командировкой в Сассекс приезжал Кейт Лейдлер из Оттавы. Его визит позволил сделать ключевую работу и написать статью о симметрии переходных состояний и статистических факторах, которые следует использовать в рамках теории переходного состояния. Они доказали, что одно переходное состояние в многомерных поверхностях потенциальной энергии невозможно при наличии двух локальных минимумов – два минимума приведут к возникновению двух отдельных переходных состояний. Полученный результат их работы использовался не только для расчёта химических превращений многоатомных молекул, но также для определения структуры слабосвязанных атомных и молекулярных кластерных систем.

### Аспирант из Хорватии
Данко Босанац приехал из Хорватии защитить диссертацию под руководством Джона Маррела. С тех пор началось их длительное сотрудничество. Босанац начал расчёт связанного состояния трёх атомов гелия, а позже он занялся изучением теории молекулярных столкновений. Позже, Маррел и Босанац написали книгу «Введение в теорию атомных и молекулярных столкновений» (англ. «Introduction to the Theory of Atomic and Molecular Collisions») для аспирантов. Босанац начал проводить регулярные конференции по химии и физике на острове Бриони (Хорватия), которые регулярно и с энтузиазмом посещались Маррелом и его коллегами.

### Ирак
Поездка в Ирак позволила Маррелу наладить научные связи с местными учёными. В частности, Афаф Ал-Дерзи стала аспиранткой в группе Маррела в Сассексе и, в сотрудничестве с Гарри Крото с помощью квантово-механических расчётов она продемонстрировала, что молекула H-N-Si стабильнее H-Si-N. Результаты этой работы, представляющие интерес для межзвёздной химии, были опубликованы в Astrophysical Journal. Ал-Дерзи часто возвращалась в Великобританию и в конечном итоге получил там политическое убежище, поскольку жизнь в Ираке для Христинки и женщины-учёного становилась невозможной.

### Аспирант из Греции
Джон объединил разработки точных потенциальных функций с изучением классической траектории вместе с Босанац и Ставросом Фарантосом, аспирантом в Университете Сассекса (позже, Фарантос вернулся в Грецию и стал одним из основоположников научных исследований в Университете Крита). В работе Джона и Фарантоса изучались химические реакции и процессы неупругих столкновений, а также исследовались границы между регулярным и хаотическим поведением в молекулах. Важной особенностью этой работы является то, что классические траектории можно использовать в качестве зонда нефизических минимумов на поверхности потенциальной энергии, поскольку траектории просто «падали в потенциальную яму», чего не делали квантово-механические волновые функции.

### Китай
В 1985 году Маррел поехал в Чэнду, надеясь посетить конференцию по функциям потенциальной энергии. Однако выяснилоcь, что Джон был единственным оратором. Он должным образом прочитал двухнедельный курс лекций группе из 30 приглашённых участников со всего Китая. Его переводчиком на лекциях был молодой учёный по имени Хуа Гуо. Позднее, Гуо приехал в Сассекс, стал аспирантом и работал над функциями потенциальной энергии и молекулярной динамикой, проводя исследования по фотодиссоциации молекул воды. Впоследствии Гуо переехал в США, руководит кафедрой в Университете Нью-Мексико в Альбукерке.
Из-за частых путешествий, Джону удалось образовать множество международных связей с другими университетами, что в итоге привело к совместным работам и возможностям нанимать исследователей из разных стран. Визит Маррела в Упсалу позволил присоединиться к научной группе Маррела Тому Бробьеру. Том работал над электростатическими взаимодействиями. Среди российских учёных, работавших в группе Маррела, наиболее заметным стал Фёдор Наумкин, чья работа была посвящена изучению структуры и стабильности кластерных ионов инертных газов, таких как ArHen+.

## Хобби
Во время работы в Сассексе, Джон вместе с семьёй совершил несколько интересных поездок заграницу в те места, в которые практически невозможно попасть в XXI веке. Одно из таких мест – Ирак во время правления Саддама Хусейна. Он вспоминал, как ел блюдо из фаршированной овцы, а также посещал Басру и Вавилон и смотрел на танец живота в клубе Али-Баба в Багдаде.
Джон всегда был заядлым спортсменом. Химики из Университета Сассекса, включая Маррела, а также Нобелевских лауреатов Корнфорта и Крото, регулярно играли в теннис. Также Маррел любил проводить время на рыбалке.
Увлекался садоводством, был председателем местного садоводческого общества около пяти лет, а также выступал с докладами. Вместе с женой написали книгу о том, как выращивать редкие овощи и фрукты.

## Семья
Жена — Ширли Рид (англ. Shirley Read), познакомились во время учёбы в Королевском Колледже Лондона (обучалась на медицинском факультете). После переезда семьи в Сассекс первые несколько лет у Ширли не было там медицинской работы. Позже она сдала экзамены повышенного уровня сложности в Королевском колледже врачей, вернулась к лучевой терапии и стала консультантом. Ширли также основала хоспис, который заменил два маленьких хосписа в Брайтоне.
Дочь Кэтрин, сын Люк, дочь Рут, сын Адриан.
Имеет 11 внуков.